# HD 34842
HD 34842 — двойная звезда в созвездии Возничего на расстоянии (вычисленном из значения параллакса) приблизительно 3612 световых лет (около 1107 парсеков) от Солнца.

## Характеристики
Первый компонент (UV Возничего (лат. UV Aurigae)) — красный гигант, углеродная пульсирующая переменная звезда, мирида (M) спектрального класса C6,2-C8,2Jep(Ne) или C8,1Je. Видимая звёздная величина звезды — от +10,7m до +7,4m. Радиус — около 117,39 солнечных, светимость — около 1760,98 солнечных. Эффективная температура — около 3451 К.
Второй компонент (HD 34842B) — бело-голубая звезда спектрального класса B9V. Видимая звёздная величина звезды — +11,6m. Радиус — около 2,6 солнечных. Эффективная температура — около 14000 К. Удалён на 3,4 угловых секунды.